# Brooke's Point
Brooke's Point is een gemeente in de Filipijnse provincie Palawan. Bij de laatste census in 2007 had de gemeente ruim 56 duizend inwoners.

## Geografie

### Bestuurlijke indeling
Brooke's Point is onderverdeeld in de volgende 18 barangays:
| - Amas - Aribungos - Barong-barong - Calasaguen - Imulnod - Ipilan - Maasin - Mainit - Malis | - Mambalot - Oring-oring - Pangobilian - Poblacion I - Poblacion II - Salogon - Samareñana - Saraza - Tubtub |

## Demografie
Brooke's Point had bij de census van 2007 een inwoneraantal van 56.311 mensen. Dit zijn 7.383 mensen (15,1%) meer dan bij de vorige census van 2000. De gemiddelde jaarlijkse groei komt daarmee uit op 1,96%, hetgeen lager is dan het landelijk jaarlijks gemiddelde over deze periode (2,04%). Vergeleken met de census van 1995 is het aantal mensen met 14.387 (34,3%) toegenomen.

De bevolkingsdichtheid van Brooke's Point was ten tijde van de laatste census, met 56.311 inwoners op 1303,4 km², 32,2 mensen per km².